# Nicholas Ludford
Nicholas Ludford (1485 circa – 1557 circa) è stato un compositore e cantore inglese del periodo Tudor.

## Biografia
Egli è principalmente noto per le sue messe, inserite in due libri corali degli inizi del XVI secolo, il Caius  e il Lambeth custodito nel Lambeth Palace di Londra, assieme a quelle di Robert Fayrfax (1462–1521), con le cui musiche è spesso assimilato. La carriera compositiva di Ludford, che sembra abbia avuto termine nel 1535, sembra aver fatto da punto di congiunzione fra quella di Fayrfax e quella di John Taverner (1495–1545). Lo studioso David Skinner ha chiamato Ludford "uno degli ultimi geni anonimi della polifonia del periodo Tudor". Nella sua Oxford History of English Music, John Caldwell sulla messa a sei voci e sul magnificat Benedicta di Ludford, osserva che "è stupefacente scoprire una tale padronanza in un compositore di cui praticamente non si sapeva nulla fino ai tempi moderni".
La carriera iniziale di Ludford non è documentata, ma la sua data di nascita è stata stimata intorno al 1485 sulla base della sua iscrizione nella Fraternity of St Nicholas, un'associazione di diaconi di Londra, nel 1521. Non sembra che avesse ottenuto una laurea e poco dopo il 1500 divenne cantore alla St Stephen's Chapel a Westminster, adiacente al Westminster Palace. Quando Enrico VIII fece chiudere il College nel 1547 nel corso della dissoluzione dei monasteri, Ludford venne indicato come sacrestano e gli venne assegnata una pensione, che percepì per l'ultima volta nel 1556, lasciando intravedere che morì nel 1557.

## Musica

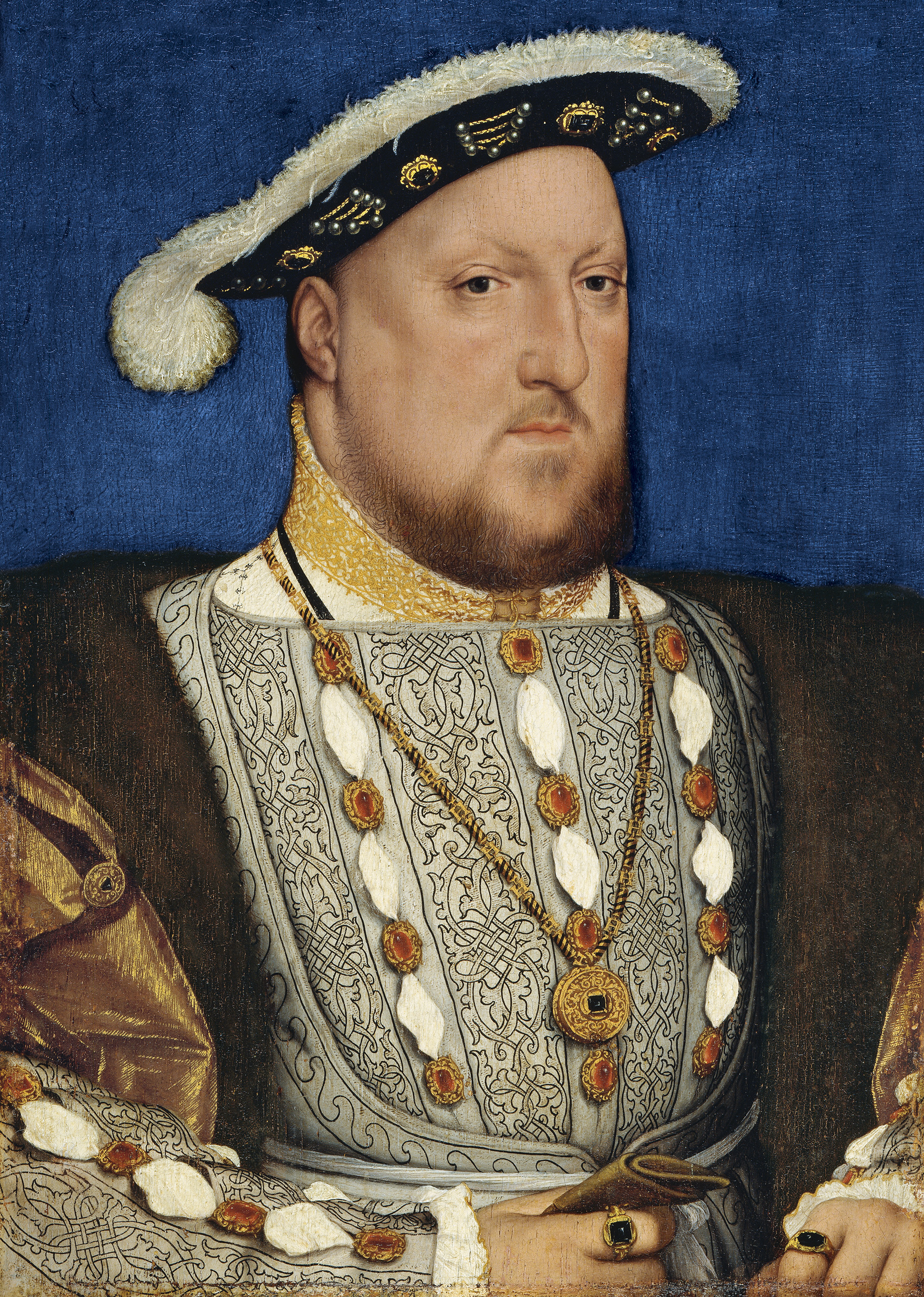
Enrico VIII possedeva alcune copie della messa di Ludford, Lady Masse, ma Ludford non compose mai nel nuovo stile stabilito da Enrico VIII per la riforma della chiesa inglese.

Contrariamente ad alcuni compositori dell'epoca, come Thomas Tallis (c. 1505–1585) e John Sheppard (c. 1513–1558), Ludford non sembra abbia mai adattato il suo stile alle richieste dello Riforma inglese e non risultano sue composizioni dopo il 1535. Le ragioni di questo apparente silenzio non sono note.
Lo stile musicale di Ludford è famoso pe l'abbondanza di melodia e per il geniale uso delle tessiture vocali. Come John Taverner, Ludford ha cercato effetti di esuberanza e di grandezza e il suo lavoro è stato descritto come contenente "dettagli fioriti". Secondo John Caldwell, la musica di Ludford è meno versatile di quella di Taverner e più sperimentale. Caldwell sostiene che in quanto ad abilità contrappuntistica e sensibilità sul trattamento della voce umana, Ludford eguagliava Taverner.
Ludford compose 17 messe, un numero sensibilmente maggiore rispetto a qualsiasi altro compositore inglese del suo tempo. Tre sono andate perdute e tre sono costituite da frammenti. Tutte le messe di Ludford hanno inizio con un "motivo iniziale" che ricorre all'inizio di ogni sezione. Il suo ciclo di sette messe a tre voci denominate Lady Masses (messe cantate in onore della Vergine Maria) è unico nel suo genere. Queste nesse facevano parte di un manoscritto appartenuto ad Enrico VIII ed a sua moglie, la cattolica Caterina d'Aragona. Le Lady Masses furono presumibilmente composte per essere cantate giornalmente, una per ogni giorno della settimana, a St Stephen's.
Le poche testimonianze contemporanee dicono che Ludford fu un uomo religioso. Egli non fu famoso al suo tempo e le sue opere non sono identificate con alcuno dei maggiori eventi dell'epoca. Nel 1597, il compositore elisabettiano Thomas Morley (c. 1557–1602), nel suo Introduction to Practicall Music, disse di Ludford che era stato una "autorità" ma nel XVII secolo la sua musica venne dimenticata. Nel 1913, lo studioso H. B. Collins pose la sua attenzione su Ludford, le cui messe non pubblicate venivano eseguite dal coro della Westminster Cathedral sotto la direzione di Sir Richard Terry. Negli anni 1960 e 1970, lo studioso John Bergsagel pubblicò le messe complete di Ludford commentandole. La prima registrazione delle opere di Ludford, nell'edizione di David Skinner, venne fatta nel 1993–95 da The Cardinall's Musick diretta da Andrew Carwood.